# Leptobrachium ngoclinhense
Espèce
Synonymes
- Vibrissaphora ngoclinhensis Orlov, 2005

Statut de conservation UICN

 EN  : En danger
Leptobrachium ngoclinhense est une espèce d'amphibiens de la famille des Megophryidae.

## Répartition
Cette espèce est endémique des provinces de Đắk Lắk et de Kon Tum au Viêt Nam. Elle se rencontre entre 1 600 et 1 900 m d'altitude.

## Étymologie
Son nom d'espèce, composé de ngoclinh et du suffixe latin -ense, « qui vit dans, qui habite », lui a été donné en référence au lieu de sa découverte, le mont Ngọc Linh dans la cordillère annamitique.

## Publication originale
- Orlov, 2005 : A New Species of the Genus Vibrissaphora Liu. 1945 (Anura: Megophyidae) from Mount NGoc Linh (Kon Tum Province) and Analysis of the Extent of Species Overlap in the fauna of Amphibians and Reptiles of the North-West of Vietnam and Central Highlands. Russian Journal of Herpetology, vol. 12, no 1, p. 17-38.